# 孔普河
50°39′19″N 7°07′26″E / 50.6552645°N 7.1237828°E
孔普河（德語：Compbach）是德國的河流，位於該國西部，流經北萊茵-威斯特法倫州，屬於戈德斯貝格河的支流，河道全長1.2公里，流域面積0.76平方公里。